# Carnet Mondain
Ne doit pas être confondu avec le Bottin mondain, son équivalent français.
Le Carnet Mondain de Belgique, équivalent du Bottin Mondain français, est un ouvrage reprenant la haute société, belge ou étrangère, établie en Belgique, ainsi que les membres des grandes familles belges établis à l'étranger. Son slogan est : « la Belgique Familiale et Mondaine ».

## Histoire
Cet ouvrage, qui est une initiative du prince Charles-Louis de Merode, présente l'avantage de montrer de manière claire les liens de filiation entre les personnes (jusqu'à deux degrés). Cet annuaire cohabite avec le répertoire établi par les éditions High Life de Belgique, qui poursuit les mêmes objectifs.